# Dnipro rajon

Dnipro rajon (ukrainsk: Дніпровський район, tr. Dniprovskij rajon) er en af 7 rajoner i Dnipropetrovsk oblast i Ukraine, hvor Dnipro rajon er beliggende centralt med grænser til Novomoskovsk rajon mod nordøst, Synelnykove rajon mod øst, Zaporizjzja oblast og Nikopol rajon mod syd, Kryvyj Rih rajon og Kamjanske rajon mod vest, og Poltava oblast mod nord.
Før 2020 var Ukraines fjerdestørste by Dnipro med dens status som "by af regional betydning" ikke en del af den tidligere Dnipro rajon, selvom rajonens forvaltningssæde dengang som nu befandt sig i Dnipro.
Ved Ukraines administrative reform i juli 2020
løftedes Dnipro og territorier fra tre yderligere rajoner ind i den nye Dnipro rajon, der nu har et befolkningstal på 1.179.300 
Byen Dnipro har skiftet navn flere gange. Indtil 1796 hed den Jekaterinoslav (russisk: Екатериносла́в), fra 1796 til 1802 var navnet Novorossijsk, hvorefter det igen blev Jekaterinoslav. I 1926 blev navnet ændret til Dnepropetrovsk, og det holdt til 2016, hvor byen kom til at hedde Dnipro.
Dnipro ligger ved floden Dnepr, der løber tværs gennem Dnipro rajon. Fra Dnipro og forbi grænsen til Zaporizjzja oblast og næsten ned til byen Zaporizjzja var der tidligere nogle strømfald, der gjorde sejlads på Dnepr meget vanskelig, hvilket væringerne omkring år 1000 også måtte sande, idet de sandsynligvis måtte trække deres skibe ind på land for at komme forbi disse strømfald. Man ser det omtalte stykke af floden Dnepr på det gamle kort til venstre. Kortet bærer titlen "Dnepr Strømfaldene" skrevet med gamle russiske bogstaver, og hvert strømfald er markeret med de russiske bogstaver "ПОР.". I bunden af kortet står der Aleksandrovsk (russisk: Александровск), som byen Zaporizjzja tidligere benævntes.
Imidlertid betød etableringen af Dnepr-vandkraftværket med opdæmningen i 1932, at flodens vandstand steg, og Dneprreservoiret opstod. Dermed blev strømfaldene oversvømmet, og besejling af Dnepr blev mulig også på dette stykke.